# Sardis (Tennessee)
Sardis é uma cidade  localizada no estado norte-americano de Tennessee, no Condado de Henderson.

## Demografia
Segundo o censo norte-americano de 2000, a sua população era de 445 habitantes.
Em 2006, foi estimada uma população de 459, um aumento de 14 (3.1%).

## Geografia
De acordo com o United States Census Bureau tem uma área de
6,1 km², dos quais 6,1 km² cobertos por terra e 0,0 km² cobertos por água. Sardis localiza-se a aproximadamente 148 m acima do nível do mar.

## Localidades na vizinhança
O diagrama seguinte representa as localidades num raio de 24 km ao redor de Sardis.